# Bengkelolor
Bengkelolor is een bestuurslaag in het regentschap Gresik van de provincie Oost-Java, Indonesië. Bengkelolor telt 1015 inwoners (volkstelling 2010).